# 朝貢
朝贡（拉丁語：tributum），又稱進貢、上貢，是一方将财富以某种形式给予另一方，以表示順从或结盟，尤其是君主國裡臣民獻上禮物給君主，或藩屬國也會向宗主國獻上禮物。這些禮物稱為貢品。朝貢是地方臣服于中央统治者，或者属国臣服于宗主国的表示。

## 詞源
据《禹贡·疏》载：“贡者，从下献上之称，谓以所出之谷，市其土地所生异物，献其所有，谓之厥贡。”可见，贡赋之物，为一地“所生异物”，也就是特产之物。

## 西亚
古代波斯阿契美尼德帝國是古代朝貢帝國的一個例子；其對非波斯臣民的要求除了定期朝貢外不多，但是如果未能定期朝貢後果很嚴重。貢品可能是黃金、奢侈品、動物、士兵或奴隸。
雅典接受提洛同盟和其他城市的貢品。亞述帝國、巴比倫、迦太基帝國和羅馬帝國接受其省份和臣屬王國的貢品。

## 欧洲
羅馬帝國和拜占庭帝國後期支付給蠻族的大筆款項基本上是保護費，以防止他們攻擊帝國領土。因為帝國不承認政治上存在臣服關係，所以通常不稱為“貢品”。

## 册封体制

华夷秩序里的四夷示意图

中華朝貢體系是最為典型的朝貢體系，自公元前3世纪开始，直到19世纪末期，存在于东亚、东南亚和中亚地区的國際關係體系。东亚朝貢體系乃以中国中原帝国为主要核心的等级制网状政治秩序体系，中原王朝以天朝自居，透過冊封，結合儒家思想體系，層層往外推拓。
而在某些时期，中原王朝由于种种原因也曾向周邊其它强势的民族或国家进贡。
后期，大约在唐朝时期，朝贡关系渐渐转化为朝贡贸易，遵循“礼尚往来”，例如，东亚（琉球）等国将本国物品以朝贡名义运送到明朝献给中国统治者，以此换取自己所需的天朝货物。
此外，各國的地方政府也會向本國君主進貢貢品，貢品通常是全国各地或品质优秀、或稀缺珍罕，或享有盛誉，或寓意吉祥的极品和精华。贡者：名、特、优也。贡品多为在历史演进的过程中逐步形成了贡品文化，包括制度、礼仪、生产技艺、传承方式、民间传说故事等。

### 中國王朝內地方對中央的進貢
太湖白魚是隋朝貢品，《吳郡志》載：“白魚出太湖者勝，民得採之，隋時入貢洛陽”。
明清两代，鲥鱼是为贡品，自江南送至北京。吴嘉纪有《打鲥鱼》诗：“打鲥鱼，供上用，船头密网犹未下，官长已备驿马送。樱桃入市笋味好，今岁鲥鱼偏不早。观者倏忽颜色欢，玉鳞跃出江中澜。天边举匕久相迟，冰填箬护付飞骑。君不见金台铁瓮路三千，却限时辰二十二。”
鰣貢乃是明太祖定都南京時定下的，鰣魚為四月左右的迴遊性魚類，主要作為太廟祭祀的享品，「鰣非難供而鰣之性難供」鰣魚離水即死，明成祖遷都後，經二千五百里運送到北京，造成富戶的負擔加重，捕鰣魚對貧戶而言，事實上是不難的。康熙二十二年，山东按察司参议张能麟上《代请停供鲥鱼疏》，歷數鲥贡给百姓带来的不便。康熙下令：“永免进贡”。方濬師云：「向有魚貢，乾隆初元，恭奉上諭：『聞江南長江一帶有貢獻鰣魚之例，至康熙年停止，因而改為折價向網戶征收，充地方公用。』」，亦可證貢品清代與明代相同，作為丁役的一部分，通常為貧戶負擔，免去仍要改其他丁役負擔，比如負擔衙門差役的工時費，雍正時攤丁入畝，已將原本地方經費的丁役丁銀上繳中央，乾隆時但仍對漁戶徵銀，故有方濬師之疏，同樣的有清一代貢品作為丁差丁銀的一部分，所有地方都重復徵收或加雜派，比如福建的貢糖，及各地的貢茶(如雲南普洱茶、台湾文山包种茶及江苏碧螺春)，另外，廣東以外國商品上貢，在清代都屬攤丁入畝後的加派，其例全國可見。
明代歲貢為均徭銀差的一部分，均徭則是以丁為主，服務於官府內的經常性差事，均瑤又分力差與銀差，力差多由富戶應役，名目多為皂隸、獄卒、門子、馬伕、驛館夫，由應役人親身應役，銀差多為貧戶應役繳納，以平衡負擔，名目為歲貢、馬匹、草料、工食、材薪、膳夫折價。

## 延伸阅读
[在维基数据编辑]
 《欽定古今圖書集成·明倫彙編·官常典·宗藩部》，出自陈梦雷《古今圖書集成》

## 外部連結
- 貢品數據管理 （页面存档备份，存于），尋找清朝進貢資料，由香港浸會大學圖書館 （页面存档备份，存于）提供